# Alan Techer
Alan Techer (Cannes, 8 settembre 1994) è un pilota motociclistico francese.

## Carriera

### Gli inizi
Comincia a correre in moto all'età di sei anni. Nel 2003 corre in un campionato minimoto. Nel 2004 fa anche un'apparizione in Spagna su di una minimoto 50. Nel 2006 corre nel mondiale Metrakit, finendo 15º su 110. Nel 2008 corre nel campionato francese 50, chiuso anzitempo per problemi logistici. Nello stesso anno tenta una selezione per la Red Bull Rookies Cup, ma non la supera. Nel 2009 corre nel campionato nazionale 125, chiudendo la stagione come miglior esordiente. Nello stesso anno fa anche qualche apparizione in Spagna. Nel 2010 corre nel campionato francese 125 Superbike, nel campionato europeo e debutta nella Red Bull Rookies Cup. Ma subisce la frattura dell'omero sinistro e rimane fuori dalle competizioni per quattro mesi. Nel 2011 partecipa al CEV, il campionato spagnolo, ritirandosi però dopo due gare per problemi con lo sponsor. Nello stesso anno corre nella Red Bull Rookies Cup, chiudendo terzo.

### Motomondiale
Nel 2012 debutta nel motomondiale in Moto3, ingaggiato dal team Technomag-CIP-TSR, che gli affida una TSR3; il compagno di squadra è Kenta Fujii. Ottiene come miglior risultato un ottavo posto in Francia e termina la stagione al 22º posto con 21 punti. In questa stagione è costretto a saltare il Gran Premio della Repubblica Ceca per una forte botta alla testa rimediata nelle prove libere del GP. Nel 2013 rimane nello stesso team, con compagno di squadra Juan Francisco Guevara. Ottiene come miglior risultato due tredicesimi posti (Catalogna e Indianapolis) e termina la stagione al 23º posto con 8 punti. In questa stagione è costretto a saltare il Gran Premio della Comunità Valenciana per la frattura del radio sinistro rimediata nelle prove libere del GP.

### CEV e Endurance
Dal 2014 al 2016 corre nel CEV, nella categoria Moto2, classificandosi terzo sia nel 2015 che l'anno successivo. Nel 2016 inoltre corre nella classe Moto2 del motomondiale il Gran Premio d'Aragona come wildcard a bordo di una NTS. Chiude la gara con un ritiro, non ottenendo quindi punti validi per la classifica piloti.
Passa poi a correre nel mondiale Endurance. Salta la stagione 2016-17 a causa di un infortunio. Nella stagione 2017-18 corre per il team F.C.C. TSR Honda France con cui si laurea campione del mondo. Nel 2023 gareggia nuovamente nel mondiale Endurance con il team Technical Sports Racing in equipaggio con Joshua Hook e Mike Di Meglio. Prosegue nelle gare di durata anche nel biennio successivo, con la stessa squadra.

## Risultati nel motomondiale
| 2012 | Classe | Moto      |    |    |    |   |    |    |    |    |    |    |     |    |     |    |    |    |    |    | Punti | Pos. |
| ---- | ------ | --------- | -- | -- | -- | - | -- | -- | -- | -- | -- | -- | --- | -- | --- | -- | -- | -- | -- | -- | ----- | ---- |
| 2012 | Moto3  | TSR Honda | 11 | 14 | 17 | 8 | 13 | 21 | 17 | 13 | 17 | NE | Rit | NP | Rit | 21 | 20 | 21 | 16 | 21 | 21    | 22º  |

| 2013 | Classe | Moto      |     |     |     |    |    |    |    |    |    |    |    |     |    |     |     |    |    |    | Punti | Pos. |
| ---- | ------ | --------- | --- | --- | --- | -- | -- | -- | -- | -- | -- | -- | -- | --- | -- | --- | --- | -- | -- | -- | ----- | ---- |
| 2013 | Moto3  | TSR Honda | Rit | Rit | Rit | 23 | 20 | 13 | 18 | 19 | NE | 13 | 19 | Rit | 17 | Rit | Rit | 25 | 14 | NP | 8     | 23º  |

| 2016 | Classe | Moto |  |  |  |  |  |  |  |  |  |  |  |  |  |     |  |  |  |  | Punti | Pos. |
| ---- | ------ | ---- |  |  |  |  |  |  |  |  |  |  |  |  |  | --- |  |  |  |  | ----- | ---- |
| 2016 | Moto2  | NTS  |  |  |  |  |  |  |  |  |  |  |  |  |  | Rit |  |  |  |  | 0     |      |

| Legenda | 1º posto        | 2º posto            | 3º posto            | A punti      | Senza punti        | Grassetto – Pole position Corsivo – Giro più veloce |
| Legenda | Gara non valida | Non qual./Non part. | Ritirato/Non class. | Squalificato | '-' Dato non disp. | Grassetto – Pole position Corsivo – Giro più veloce |